# Distribuzione digitale
La distribuzione digitale (o diritto digitale) è la diffusione di informazioni e contenuti sotto forma di prodotti e servizi in formato digitale. Quando applicabile, la relativa tipologia di licenza è indicata con l'acronimo ESD (electronic software distribution).

## Caratteristiche
È un sistema che permette di far circolare materiale nello spazio digitale, come ad esempio in Internet.
I fenomeni che hanno consentito l'espansione di tale tipo di distribuzione sono molteplici:
- diffusione di connessioni a banda larga di tipo ADSL;
- introduzione di computer multimediali;
- sviluppo di software di facile utilizzo.

Solitamente, un software in formato ESD è corredato dal relativo certificato digitale e/o codice di attivazione che ne consente l'installazione e/o la procedura di attivazione telematica oppure la fruizione. Non esistono orpelli cartacei/materiali (attestati o etichette): la validità è registrata o documentata unicamente in formato elettronico (infatti, l'eventuale richiamo in fattura ha unicamente uno scopo di legittimità fiscale).
Le licenze digitali si possono eliminare o disattivare e a volte occorre eseguire queste operazioni per poterle utilizzare su altri dispositivi. Sul web è disponibile il comando per eliminare le licenze Microsoft registrate sul dispositivo.

## Contenuti multimediali
La sfera di interesse della distribuzione digitale riguarda tutti i supporti cartacei, audiovisivi e musicali che, tramite diverse modalità di compressione, permettono la fruizione di un prodotto su molteplici piattaforme.
L'enorme vantaggio della digitalizzazione è la disponibilità di database sempre aggiornati e ricchi di contenuti accessibili da qualsiasi utente.
L'accesso alle librerie per la visualizzazione di documenti è quasi sempre gratuito; in alcuni casi, per poter ascoltare un brano o leggere un testo bisogna acquistarlo tramite carta di credito. Numerosi sono i motori di ricerca che vendono contenuti multimediali coperti da copyright: un esempio è la libreria musicale di iTunes Store che offre agli utenti la possibilità di visualizzare un'anteprima che garantisce la sicurezza dell'acquisto.
I contenuti multimediali coperti da copyright offerti su Internet dalle grandi emittenti televisivi sono anche quasi sempre gratuiti grazie agli introiti provenienti dalle pubblicità.

## Editoria
Nel campo editoriale la distribuzione digitale è risultata essenziale: la facilità d'inserimento di un nuovo volume in un database e la velocità con cui si può ricercare un testo in una libreria digitale ha ridotto notevolmente i costi di mantenimento dei cataloghi da parte degli editori.

### Sostegno economico
In molte librerie digitali c'è la possibilità di acquistare alcuni capitoli di un libro o il volume intero, ma l'unica possibilità di leggere i libri da uno schermo di un PC ha reso questa possibilità poco fruibile.
Amazon.com, in accordo con numerosi editori, ha creato un supporto di lettura per libri digitali (il lettore di e-book Kindle) tramite il quale è possibile acquistare da siti convenzionati libri digitali per leggerli ovunque senza violare le leggi sul copyright.